# Muhammad B.S. Jallow
Muhammad B. S. Jallow est un homme politique gambien qui occupe le poste de vice-président de la république de Gambie depuis février 2023.

## Biographie
Avant d'accéder à la vice-présidence, Jallow travaille dans la fonction publique.
Il est nommé à son poste actuel par le président Adama Barrow à la suite du décès du titulaire Badara Joof (en) le 17 janvier 2023.